# Duits voetbalkampioenschap 1939/40
1939/40 was het 33ste Duitse voetbalkampioenschap ingericht door de NSRL (Nationalsozialistischer Reichsbund für Leibesübungen).
Tijdens dit seizoen brak de Tweede Wereldoorlog uit, al had dat niet zoveel weerslag op de competitie. In het oosten van het land werden de legerclubs Yorck Boyen Insterburg en Hindenburg Allenstein opgedoekt, maar de meeste ander clubs bleven gewoon verder spelen. Op 1 september werd de competitie onderbroken maar op 24 oktober maakte Reichssportführer Hans von Tschammer und Osten bekend dat de competitie gewoon door zou gaan. De naam Gauliga werd veranderd in Sportbereichsklasse omdat liga te Engels klonk. In de meeste competities werd de competitie in twee reeksen verdeeld.
Schalke 04 werd de eerste kampioen van de oorlogstijd en haalde de vijfde titel binnen. Finalist was Dresdner SC dat de eerste club uit Midden-Duitsland was dat de finale bereikte sinds VfB Leipzig in 1914.

## Deelnemers aan de eindronde
| Club                               | Gekwalificeerd als                              |
| ---------------------------------- | ----------------------------------------------- |
| VfB Königsberg                     | Kampioen Sportbereichsklasse Ostpreußen         |
| VfL Stettin                        | Kampioen Sportbereichsklasse Pommern            |
| SC Union 06 Oberschöneweide        | Kampioen Sportbereichsklasse Berlin-Brandenburg |
| Vorwärts RaSpo Gleiwitz            | Kampioen Sportbereichsklasse Schlesien          |
| Dresdner SC                        | Kampioen Sportbereichsklasse Sachsen            |
| 1. SV Jena                         | Kampioen Sportbereichsklasse Mitte              |
| Eimsbütteler TV                    | Kampioen Sportbereichsklasse Nordmark           |
| VfL Osnabrück                      | Kampioen Sportbereichsklasse Niedersachsen      |
| FC Schalke 04                      | Kampioen Sportbereichsklasse Westfalen          |
| Fortuna Düsseldorf                 | Kampioen Sportbereichsklasse Niederrhein        |
| Mülheimer SV 06                    | Kampioen Sportbereichsklasse Mittelrhein        |
| CSC 03 Kassel                      | Kampioen Sportbereichsklasse Hessen             |
| Offenbacher FC Kickers 1901        | Kampioen Sportbereichsklasse Südwest            |
| SV Waldhof 07                      | Kampioen Sportbereichsklasse Baden              |
| Stuttgarter Kickers                | Kampioen Sportbereichsklasse Württemberg        |
| 1. FC Nürnberg                     | Kampioen Sportbereichsklasse Bayern             |
| Nationalsozialistische TG Graslitz | Kampioen Sportbereichsklasse Sudetenland        |
| SK Rapid Wien                      | Kampioen Sportbereichsklasse Ostmark            |

## Groepsfase

### Groep 1

#### Groep 1a
| Datum        | Teams          | Teams | Teams          | Uitslag   | Stadion                  |
| 12 mei 1940  | SC Union 06    | –     | VfB Königsberg | 6:3 (2:2) | Berlijn, Olympiastadion  |
| 19 mei 1940  | VfL Stettin    | –     | SC Union 06    | 1:3 (0:2) | Stettin, Preußen-Stadion |
| 26 mei 1940  | VfB Königsberg | –     | VfL Stettin    | 5:2 (3:1) | Königsberg, VfB-Stadion  |
| 2 juni 1940  | SC Union 06    | –     | VfL Stettin    | 3:1 (0:1) | Berlijn, a. d. Pumpe     |
| 9 juni 1940  | VfB Königsberg | –     | SC Union 06    | 3:1 (0:1) | Königsberg, VfB-Stadion  |
| 16 juni 1940 | VfL Stettin    | –     | VfB Königsberg | 1:2 (0:1) | Stettin, Preußen-Stadion |

#### Groep 1b
| Datum       | Teams             | Teams | Teams             | Uitslag   | Stadion                 |
| 5 mei 1940  | Vorwärts Gleiwitz | –     | NSTG Graslitz     | 4:2 (3:1) | Gleiwitz, Jahnstadion   |
| 12 mei 1940 | SK Rapid Wien     | –     | NSTG Graslitz     | 7:0 (3:0) | Wien, Pfarrwiese        |
| 19 mei 1940 | SK Rapid Wien     | –     | Vorwärts Gleiwitz | 3:1 (1:1) | Wien, Praterstadion     |
| 26 mei 1940 | NSTG Graslitz     | –     | SK Rapid Wien     | 0:7 (0:3) | Graslitz                |
| 2 juni 1940 | Vorwärts Gleiwitz | –     | SK Rapid Wien     | 2:2 (0:1) | Gleiwitz, Bismarckhütte |
| 9 juni 1940 | NSTG Graslitz     | –     | Vorwärts Gleiwitz | 4:4 (2:2) | Graslitz                |

#### Groepsfinale
| Datum        | Teams                       | Teams | Teams                       | Uitslag   | Stadion                 |
| 23 juni 1940 | SK Rapid Wien               | –     | SC Union 06 Oberschöneweide | 3:2 (1:2) | Wien, Praterstadion     |
| 30 juni 1940 | SC Union 06 Oberschöneweide | –     | SK Rapid Wien               | 1:3 (1:1) | Berlijn, Olympiastadion |

### Groep 2
| Datum        | Teams           | Teams | Teams           | Uitslag   | Stadion                                 |
| 12 mei 1940  | VfL Osnabrück   | –     | 1. SV Jena      | 5:2 (2:0) | Osnabrück, Stadion an der Bremer Brücke |
| 19 mei 1940  | Eimsbütteler TV | –     | VfL Osnabrück   | 3:1 (2:1) | Hamburg, Rothenbaum                     |
| 19 mei 1940  | 1. SV Jena      | –     | Dresdner SC     | 0:2 (0:0) | Jena, 1.-SV-Platz                       |
| 26 mei 1940  | Eimsbütteler TV | –     | 1. SV Jena      | 0:1 (0:0) | Hamburg, ETV-Platz                      |
| 26 mei 1940  | Dresdner SC     | –     | VfL Osnabrück   | 3:0 (0:0) | Dresden, Am Ostragehege                 |
| 2 juni 1940  | 1. SV Jena      | –     | VfL Osnabrück   | 2:2 (0:1) | Halle (Saale), VfL99-Platz              |
| 2 juni 1940  | Dresdner SC     | –     | Eimsbütteler TV | 0:0 (0:0) | Dresden, Am Ostragehege                 |
| 9 juni 1940  | VfL Osnabrück   | –     | Dresdner SC     | 0:0 (0:0) | Hannover, Radrennbahn                   |
| 9 juni 1940  | 1. SV Jena      | –     | Eimsbütteler TV | 2:3 (1:2) | Jena, 1.-SV-Platz                       |
| 16 juni 1940 | Dresdner SC     | –     | 1. SV Jena      | 1:0 (0:0) | Dresden, Am Ostragehege                 |
| 19 juni 1940 | VfL Osnabrück   | –     | Eimsbütteler TV | 3:4 (1:1) | Osnabrück, Stadion an der Bremer Brücke |
| 23 juni 1940 | Eimsbütteler TV | –     | Dresdner SC     | 0:3 (0:0) | Hamburg, Stadion Hoheluft               |

### Groep 3
| Datum         | Teams            | Teams | Teams            | Uitslag    | Stadion                    |
| 21 april 1940 | FC Schalke 04    | –     | Mülheimer SV     | 5:0 (2:0)  | Bochum, Stadion            |
| 21 april 1940 | Fort. Düsseldorf | –     | CSC 03 Kassel    | 7:0 (3:0)  | Düsseldorf, Flingerbroich  |
| 28 april 1940 | Mülheimer SV     | –     | Fort. Düsseldorf | 2:1 (1:1)  | Keulen, Stadion            |
| 28 april 1940 | CSC 03 Kassel    | –     | FC Schalke 04    | 2:5 (2:3)  | Kassel, Kurhessenstadion   |
| 19 mei 1940   | CSC 03 Kassel    | –     | Fort. Düsseldorf | 0:5 (0:2)  | Kassel, Nürnberger Str.    |
| 26 mei 1940   | CSC 03 Kassel    | –     | Mülheimer SV     | 3:5 (2:3)  | Kassel, Nürnberger Str.    |
| 9 juni 1940   | FC Schalke 04    | –     | Fort. Düsseldorf | 0:0 (0:0)  | Leipzig, Probstheida       |
| 9 juni 1940   | Mülheimer SV     | –     | CSC 03 Kassel    | 4:5 (2:2)  | Fulda, Borussia-St.        |
| 16 juni 1940  | FC Schalke 04    | –     | CSC 03 Kassel    | 16:0 (8:0) | Gelsenkirchen, Glückauf-KB |
| 16 juni 1940  | Fort. Düsseldorf | –     | Mülheimer SV     | 7:1 (3:1)  | Wuppertal                  |
| 30 juni 1940  | Fort. Düsseldorf | –     | FC Schalke 04    | 1:1 (1:0)  | Berlijn, Olympiastadion    |
| 7 juli 1940   | Mülheimer SV     | –     | FC Schalke 04    | 2:8 (1:2)  | Erfurt, Stadion            |

### Groep 4
| Datum        | Teams               | Teams | Teams               | Uitslag   | Stadion                          |
| 12 mei 1940  | Stuttgarter Kickers | –     | SV Waldhof 07       | 1:0 (1:0) | Stuttgart, Adolf-Hitler-KB       |
| 19 mei 1940  | Stuttgarter Kickers | –     | Kickers Offenbach   | 4:0 (2:0) | Stuttgart, Waldaustadion         |
| 26 mei 1940  | 1. FC Nürnberg      | –     | SV Waldhof 07       | 0:0 (0:0) | Neurenberg, Städt. Stadion       |
| 2 juni 1940  | Kickers Offenbach   | –     | SV Waldhof 07       | 1:2 (1:1) | Frankfurt, Riederwaldstadion     |
| 2 juni 1940  | 1. FC Nürnberg      | –     | Stuttgarter Kickers | 1:0 (0:0) | Neurenberg, Städt. Stadion       |
| 9 juni 1940  | Kickers Offenbach   | –     | 1. FC Nürnberg      | 1:0 (0:0) | Frankfurt, Stadion               |
| 9 juni 1940  | SV Waldhof 07       | –     | Stuttgarter Kickers | 7:2 (2:0) | Mannheim, VfR-Stadion            |
| 16 juni 1940 | Kickers Offenbach   | –     | Stuttgarter Kickers | 1:0 (1:0) | Offenbach am Main, Bieberer Berg |
| 16 juni 1940 | SV Waldhof 07       | –     | 1. FC Nürnberg      | 1:1 (0:0) | Mannheim, Brauereien             |
| 23 juni 1940 | 1. FC Nürnberg      | –     | Kickers Offenbach   | 8:0 (3:0) | Neurenberg, Stadion              |
| 30 juni 1940 | SV Waldhof 07       | –     | Kickers Offenbach   | 4:0 (1:0) | Mannheim, Stadion                |
| 30 juni 1940 | Stuttgarter Kickers | –     | 1. FC Nürnberg      | 2:0 (2:0) | Stuttgart, Degerloch             |

## Halve finale
| Datum        | Teams         | Teams | Teams         | Uitslag             | Stadion                           |
| 14 juli 1940 | FC Schalke 04 | –     | SV Waldhof 07 | 3:1 (2:1)           | Stuttgart, Adolf-Hitler-Kampfbahn |
| 14 juli 1940 | SK Rapid Wien | –     | Dresdner SC   | 1:2 n.v. (1:0, 1:1) | Wien, Praterstadion               |

## Wedstrijd om de derde plaats
| Datum        | Teams         | Teams | Teams         | Uitslag             | Stadion                 |
| 21 juli 1940 | SV Waldhof 07 | –     | SK Rapid Wien | 4:4 n.v. (2:4, 4:4) | Berlijn, Olympiastadion |
| 28 juli 1940 | SK Rapid Wien | –     | SV Waldhof 07 | 5:2 (4:1)           | Wien, Praterstadion     |

## Finale
| Datum        | Teams         | Teams | Teams       | Uitslag   | Stadion                 |
| 21 juli 1940 | FC Schalke 04 | –     | Dresdner SC | 1:0 (1:0) | Berlijn, Olympiastadion |

Schalke scoorde dankzij een doelpunt van Ernst Kalwitzki na een pass van Ernst Kuzorra in de 27ste minuut, maar domineerde wel de hele wedstrijd. Er kwamen al snel enkele doelkansen, maar deze werden gestopt door doelman Willibald Kreß van Dresden. De aanvallers van Dresden werden dan weer vakkundig tijdig gestopt door de verdediging van Schalke. Enkel Heinz Köpping stelde doelman Hans Klodt éénmaal op de proef. Na de rust miste Hermann Eppenhoff een kans op de 2-0 toen hij volledig vrij stond en op doel trapte.